# قرمزي داش أنبار
قرمزي داش‌ أنبار (بالفارسية: قرمزی‌داش‌انبار) هي قرية تقع في أذربيجان الغربية في إيران.